# Jörg Ratgeb

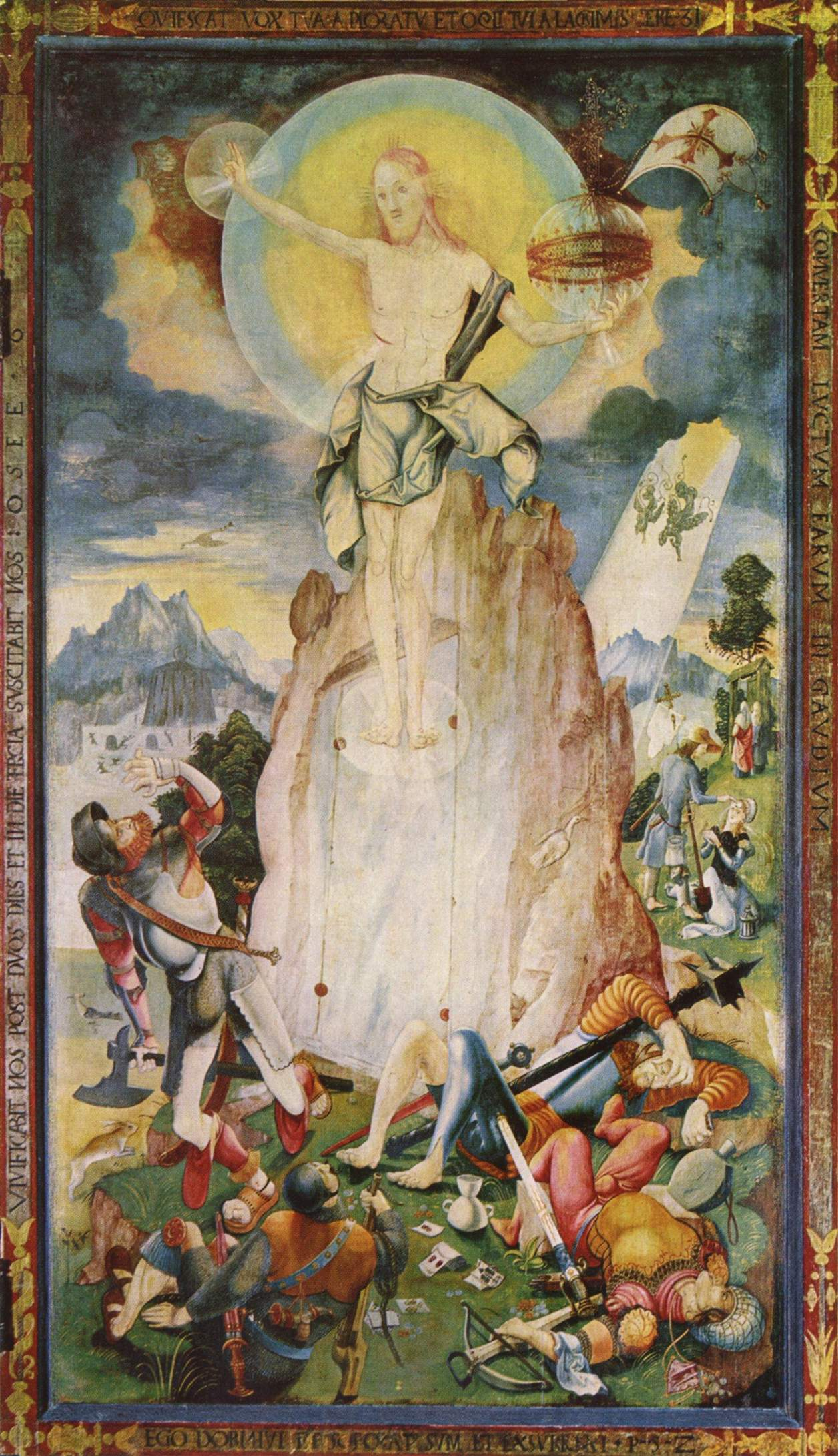
Altare di Herrenberg, tavola esterna destra: Resurrezione di Cristo. Stoccarda, Staatsgalerie.

Jörg Ratgeb (Schwäbisch Gmünd, 1480 circa – Pforzheim, 1526) è stato un pittore tedesco, contemporaneo di Dürer.

## Vita e opere
Tra la fine del XV e l'inizio del XVI secolo, Ratgeb sembra aver compiuto un viaggio in Italia, dove ammirò l'arte del Rinascimento italiano e la recente scoperta dell'uso della prospettiva. Dopo il suo ritorno in Germania, egli si stabilì ad Heilbronn. Nel 1510, dipinse l'altare di San Barbara nella chiesa della vicina Schwaigern.
Tra il 1514 e il 1517, Ratgeb visse a Francoforte sul Meno, dove eseguì i dipinti murari del refettorio e del chiostro del Karmeliterkloster (Monastero Carmelitano). L'opera, di cui ci rimangono solo alcuni frammenti, è uno dei più importanti cicli della vita di Gesù a nord delle Alpi. La sua opera più famosa è tuttavia la Pala di Herrenberg, completata nel 1521. Essa venne originariamente eseguita per la Stiftskirche (abbazia) di Herrenberg. Oggi è custodita presso la Staatsgalerie di Stoccarda. Ratgeb raggiunse un suo particolare stile espressivo, visibilmente influenzato da artisti quali Albrecht Dürer, Matthias Grünewald e Hieronymus Bosch.
In seguito al suo matrimonio con una serva del Conte di Württemberg, egli perse molti dei suoi diritti come cittadino di Heilbronn. Si trasferì quindi a Stoccarda, dove divenne membro del concilio della città. Approfittando della sua carica, Ratgeb collaborò con i contadini rivoltosi nel corso della guerra dei contadini tedeschi nel 1525. Partecipò anche militarmente alle azioni di rivolta e venne eletto consigliere e cancelliere dai ribelli. Una volta soppressa la ribellione, Ratgeb venne tuttavia arrestato, accusato di alto tradimento e infine giustiziato a Pforzheim nel 1526, venendo legato a quattro cavalli e squartato.

## Critica

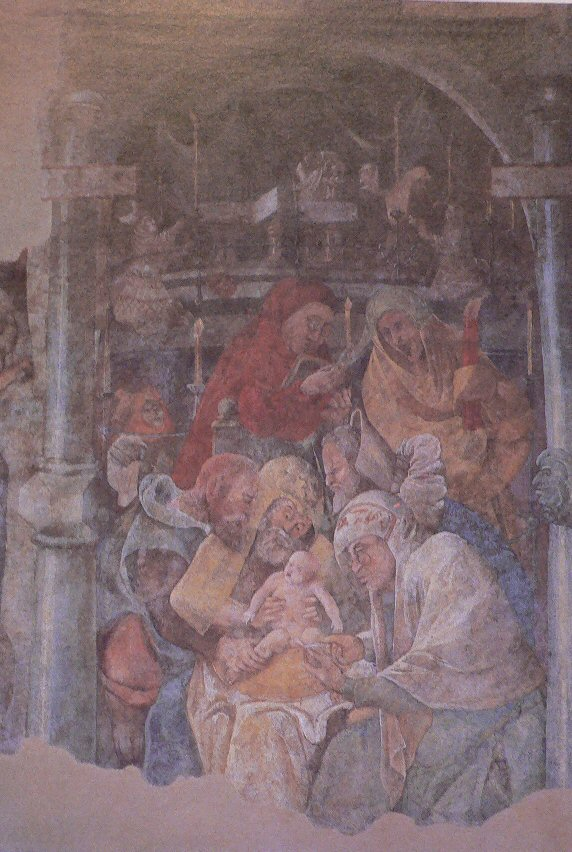
Affresco nel Karmeliterkloster, Francoforte sul Meno.

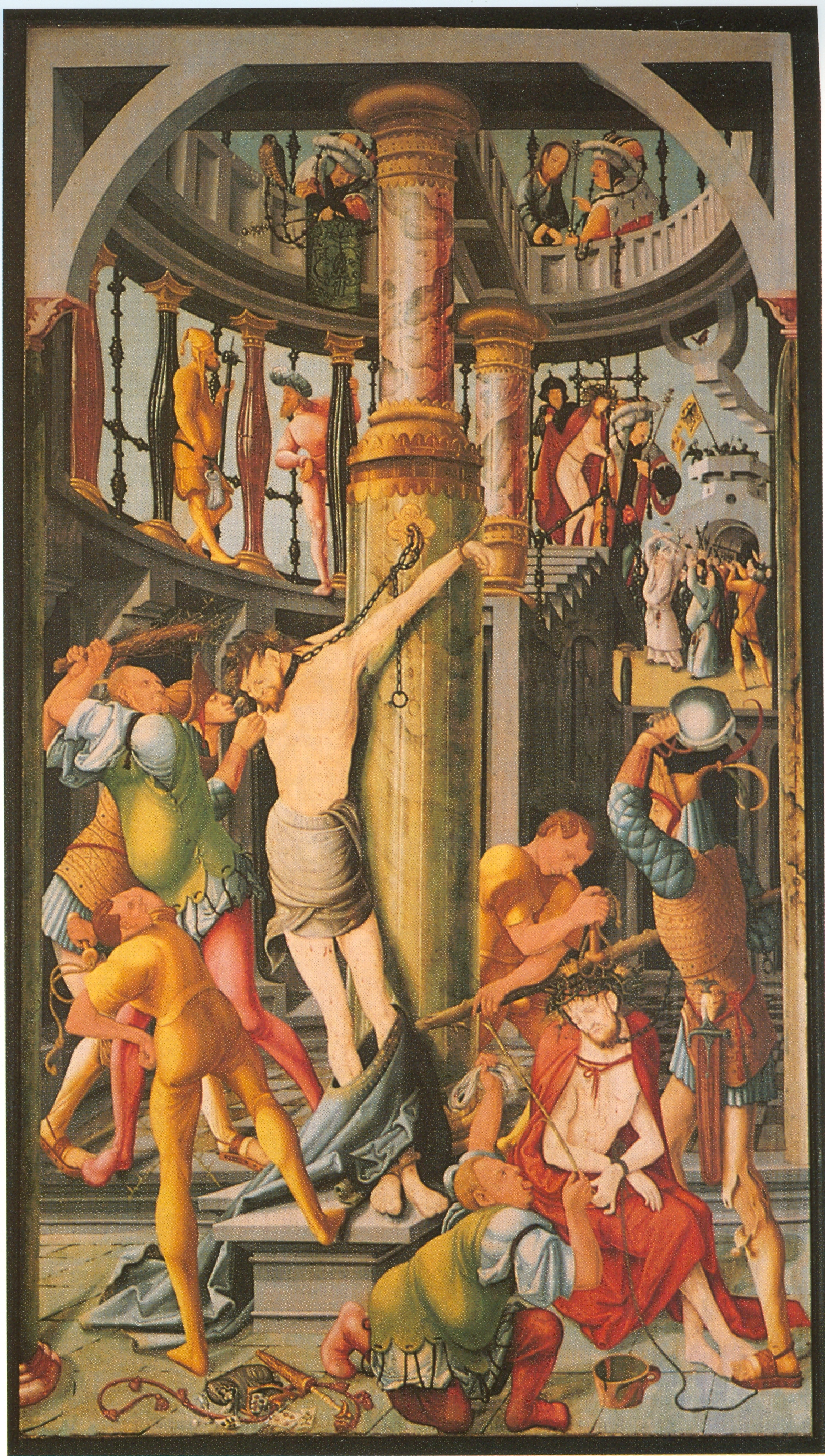
Pala di Herrenberg: Flagellazione di Cristo, Stoccarda, Staatsgalerie.

Alla fine del XIX secolo, l'opera di Ratgeb venne riscoperta da Donner von Richter. A partire da questo momento, l'artista fu oggetto di controverse interpretazioni. La sua tragica morte ha ripetutamente attratto molti storici d'arte, tra i quali Wilhelm Fraenger, che hanno letto nelle sue opere superstiti una protesta politica. Attualmente, molte delle sue opere sono considerate perlopiù di bottega.
Nel XX secolo, su di lui vennero scritti numerosi romanzi storici: Jörg Ratgeb di Georg Schwarz, Monaco, 1937; Die Spur des namenlosen Malers di Marianne Bruns, Berlino, 1975; Anton Monzer: Die Spur der Bilder: ein biographischer Roman um den Maler Jörg Ratgeb. Bietigheim, 1999.
Dal 1990, la vita di Ratgeb fu oggetto di un dramma chiamato Jerg Ratgeb, Maler – Ein Künstlerdrama, rappresentato in un teatro all'aria aperta presso la città di Tubinga. L'opera è anche apparsa in televisione.
Nel 2004, l'artista Hans Kloss dipinse una grande pala divisa in quattro parti, raffigurante scene della vita e della morte di Ratgeb. Inizialmente in mostra al Johanniskirche di Schwäbisch Gmünd, l'opera è stata acquistata dalla collezione Würth.